# Friedrich von Alvensleben (Templer)

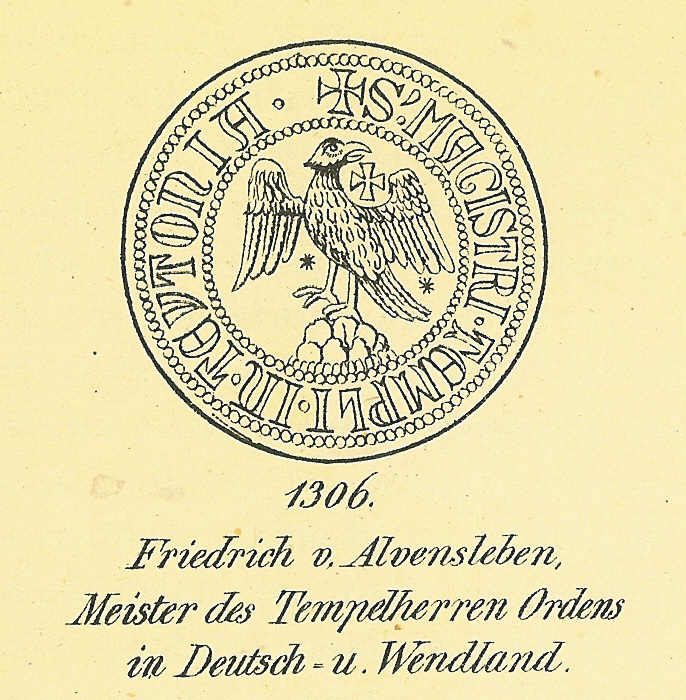
Siegel des Ordensmeisters Friedrich von Alvensleben

Friedrich von Alvensleben (* um 1265; † um 1313) war der letzte Meister des Templerordens in Alemannien und Slawien (urk. 1301–1308). 

## Familie
Er entstammte der niederdeutschen Adelsfamilie von Alvensleben und wurde als dritter Sohn des Ritters Gebhard III. von Alvensleben (urk. 1270–1303) und dessen Frau Sophie etwa um 1265 vermutlich auf der Burg Alvensleben geboren. Seine beiden älteren Brüder Gebhard IV. (urk. 1299) und Albrecht I. (urk. 1304–1334) waren die Stammväter der Weißen bzw. Schwarzen Linie der Familie von Alvensleben. Seine Schwester Gertrud (urk. 1310–1313) war Äbtissin des Jakobiklosters in Halberstadt.

## Leben
Friedrich von Alvensleben wird erstmals in einer Urkunde vom 19. Februar 1301 als Tempelritter erwähnt. Am 9. April 1301 tritt er bereits als Komtur des Templerordens in Süpplingenburg auf. In den Jahren davor dürfte er – wie es im Orden üblich war – Dienst im Heiligen Land (Outremer) oder in Zypern getan haben. In einer am 21. April 1303 in der Komturei Lietzen bei Seelow ausgestellten Urkunde erscheint er sodann als Meister (Präzeptor) des Templerordens in "Alemannien und Slawien" (Fredericus de Alvensleben, domorum milicie templi per Alemanniam et Slaviam preceptor). Als solcher wird er in weiteren Urkunden von 1304 bis 1308 erwähnt. Dass Friedrich von Alvensleben auch Komtur von Wichmannsdorf bei Haldensleben gewesen ist, geht auf eine Vermutung von Wohlbrück (1818) zurück, die jedoch nicht als gesichert anzusehen ist. Es scheint, dass der Templerorden in Norddeutschland nach dem Verlust des Heiligen Landes (Fall von Akkon 1291) seine Aktivitäten verstärkt in die Ostkolonisation verlagert und hierbei vor allem den Markgrafen von Brandenburg unterstützt hat. Der Ordensmeister soll dabei seinen Sitz in der Komturei Zielenzig in der Neumark genommen haben.
Im Herbst 1307 beginnt die Verfolgung des Templerordens in Frankreich mit einer von König Philipp IV. veranlassten koordinierten Verhaftung aller Templer im ganzen Land.
Im Zuge dieser beginnenden Verfolgung lässt Erzbischof Burchard III. von Magdeburg im Mai 1308 einige Tempelritter, darunter wohl auch Friedrich von Alvensleben, verhaften.
In einer päpstlichen Urkunde vom 4. Dezember 1310 sind die Vorgänge des Sommers 1308 näher beschrieben: Der Erzbischof von Magdeburg habe den Ordensmeister der Templer in Deutschland, Friedrich (von Alvensleben) und einige Ordensritter in ihren Ordenshöfen Wichmannsdorf, Rolstedt und Gerdingsdorf, die in der Halberstädter Diözese liegen, außerhalb des magdeburgischen Gebietes, an einem Tage gefangen nehmen, sie an einem sicheren Orte in Gewahrsam halten lassen und ihre beweglichen Sachen, die in den genannten Ordenshäusern gefunden seien, sowie die Ordenshöfe selbst anderen Leuten zur Aufbewahrung und Verwaltung im päpstlichen Namen bis auf weiteren päpstlichen Befehl übergeben. Deshalb sei dann der Erzbischof von anderen Tempelherren und von den Blutsverwandten der Gefangenen befehdet und sein Land schwer geschädigt worden. Außerdem hätten die Tempelherren aber die Hilfe der Erzbischöfe von Mainz, Trier und Köln angerufen und auf besondere Weisung des Mainzer Erzbischofs habe der Bischof von Halberstadt wegen des von dem Erzbischof von Magdeburg geschehenen Übergriffs in seine Rechte denselben in Bann getan und exkommuniziert.
Diese Vorgänge führten dazu, dass der Erzbischof die Templer wieder freilassen und mit ihnen am 19. November 1308 einen Vertrag schließen musste, der ihnen Sicherheit garantierte. Friedrich von Alvensleben war an diesem Vertragsabschluss nicht mehr direkt beteiligt, aber im Text wurde darauf hingewiesen, dass der Vertrag mit Vollmacht des hohen Meisters Friedrich von Alvensleben abgeschlossen werde. Also war er zu dieser Zeit wohl immer noch am Leben und im Amt. Nach Loeckelius soll Friedrich von Alvensleben 1312 noch gelebt haben – außer ihm werden noch Bertram von Greiffenberg, Komtur zu Rörchen (nördlich Königsberg/Mark), und Johannes von Wartenberg, Komtur zu Quartschen (nördlich Küstrin), genannt. Danach finden sich von ihm keine weiteren Erwähnungen (Wie es dem Herrn-Meister Fridrico von Alvensleben ergangen, davon hat man keine Nachricht). Es gibt nur die allgemeine Information, dass die gedachten Herren alsofort in den Johanniterorden aufgenommen wurden, hochgeehrt und reichlich salariret – bis 1319 die Zuwendungen auf Veranlassung des Papstes beschnitten wurden. Friedrich von Alvensleben ist aber wahrscheinlich schon vor dem 6. Februar 1313 gestorben, denn an diesem Tage hat seine Schwester Gertrud, Äbtissin des Jakobi-Klosters von Halberstadt eine Stiftung zu seinem Jahresgedächtnis gemacht.

## Würdigung
Der berühmte Humanist Aeneas Sylvius, der spätere Papst Pius II. (1458–1464), bezeichnete Friedrich von Alvensleben in seinem historischen Werk als „ausgezeichneten Mann, in dem sich der Adel eines uralten Geschlechts, persönliche Würde, Charakterstärke und Seelengröße mit einer strengen Gerechtigkeit verbunden habe“. Auch spätere Geschichtsschreiber würdigen ihn in ähnlicher Weise. Das hohe Ansehen, das Friedrich von Alvensleben in seiner Nachwelt genoss, mag auch dazu beigetragen haben, dass er in der früheren Überlieferung des Johanniterordens als dessen erster Herrenmeister in der Ballei Brandenburg galt – wie eine im 17. Jahrhundert angefertigte (nicht mehr vorhandene) Tafel in der Johanniter-Ordenskirche in Sonnenburg (östlich Küstrin) auswies. Auch in einer Reihe von Sagen, die hauptsächlich in der Neumark spielen, erscheint Friedrich von Alvensleben als Lichtgestalt und Mythos eines edlen, tapferen, umsichtigen, gerechten, milden und toleranten Ritters und Herrenmeisters (Handtmann). Tatsächlich sind aber nur sehr wenige historisch belegbare Fakten über sein Wirken bekannt.